# Miklós Barabás
Miklós Barabás, född 10 februari 1810 i Markosfalva, död 12 februari 1898 i Budapest, var en ungersk målare. 
Barabás fick sin utbildning i Wien under Károly Markó och blev 1837 ledamot av Ungerska akademien i Pest. Han anses som en mästare i framställningen av kvinnofigurer, och hans porträtt (bland annat av ärkehertigarna Josef och Stefan) utmärker sig för en träffande likhet.